# William Woodnut Griscom
William Woodnut Griscom (6 de abril de 1851 — 24 de setembro de 1897) foi um inventor estadunidense.
Foi o responsável pela introdução de motores elétricos em propulsão marinha. Detentor de aproximadamente 40 patentes, Griscom fundou a Electro-Dynamic Company, em Filadélfia. Diversas informações sobre a Electro-Dynamic Company ainda não estão esclarecidas. Após a morte de Griscom em um acidente de caça, sua companhia foi adquirida pela General Dynamics Electric Boat, propriedade de Isaac Rice.